# Rodrigo Tiuí
Rodrigo Bonifácio da Rocha (Rodrigo Tiuí) (Taboão da Serra, Brasil, 4 de diciembre de 1985) es un futbolista brasileño. Juega de delantero y su equipo actual es el Atlético Mineiro.

## Biografía
Rodrigo Bonifácio da Rocha, más conocido como Rodrigo Tiuí, empezó su carrera futbolística en las categorías inferiores de un equipo de su país natal, el Fluminense FC. En 2003 pasó a formar parte de la primera plantilla del club. Ese mismo año jugó un total de 18 partidos y marcó seis goles. Al año siguiente, pese a contar con muchos más minutos de juego en el campo, solo logró marcar tres veces. Con este equipo ganó el Campeonato Carioca en 2005. 
En 2006 se marcha cedido al Esporte Clube Noroeste y poco después al Santos FC, con el que se proclama campeón del Campeonato Paulista.
En 2007 regresa al Fluminense FC.
En enero del año siguiente ficha por su actual club, el Sporting de Lisboa. Su debut en la Primera División de Portugal se produjo el 3 de febrero en un partido contra el Os Belenenses (1-0). Su debut como goleador se produjo el 11 de mayo en el último partido de liga, contra el Boavista FC.
Con el Sporting Rodrigo Tiuí conquista el título de Copa y el 16 de agosto gana la Supercopa de Portugal al derrotar al FC Oporto por dos goles a cero.

## Clubes
| Club                     | País     | Año           |
| ------------------------ | -------- | ------------- |
| Fluminense Football Club | Brasil   | 2003-2005     |
| Esporte Clube Noroeste   | Brasil   | 2005-2006     |
| Santos Futebol Clube     | Brasil   | 2006          |
| Fluminense Football Club | Brasil   | 2007-2008     |
| Sporting Lisboa          | Portugal | 2008-2009     |
| Atlético Goianiense      | Brasil   | 2010-presente |

## Títulos
- 1 Campeonato Carioca (Fluminense FC, 2005)
- 1 Campeonato Paulista (Santos FC, 2006)
- 1 Copa de Portugal (Sporting de Lisboa, 2008)
- 1 Supercopa de Portugal (Sporting de Lisboa, 2008)